# MERRY X'MAS IN SUMMER
「MERRY X'MAS IN SUMMER」（メリー・クリスマス・イン・サマー）は、KUWATA BANDの楽曲。自身の2作目のシングルとして、タイシタレーベルから7インチレコードで1986年7月5日に発売された。
1993年6月27日に8cmCDとして、2001年6月25日には12cmCDで再発売している。また、2016年2月26日にはダウンロード配信、2019年12月20日にはストリーミング配信を開始した。

## 背景・リリース
前作「BAN BAN BAN」からちょうど3か月ぶりに発売され、3作目シングル「スキップ・ビート (SKIPPED BEAT)」と同日に発売された。
本楽曲はタイトルの通り“冬のクリスマス”ではなく“夏のクリスマス”を描いた作品となっている。ジャケットには、ビーチで雪だるまが汗を掻きながらすいかを食べていたり、サーフボードを持ったサンタクロースが歩いているといった絵が描かれている。実際、オーストラリアなど南半球では夏にサンタがやって来る風習や言い伝えも存在する。
12cmCDの型番は本作がVICL-35303で「スキップ・ビート (SKIPPED BEAT)」がVICL-35302であるが、公式サイトでは本作が2作目のシングルとなっている。

## 収録曲
- 収録時間：7:15

1. MERRY X'MAS IN SUMMER (5:00)
（作詞:桑田佳祐　作曲・編曲:KUWATA BAND）
資生堂「サンズ パクト」CMソング。ユニクロ エアリズムコットンTシャツ「Life Wear/MERRY X'MAS IN SUMMER編」CMソング[注 1]。
2. 神様お願い! (2:08)
（作詞・作曲:松崎由治　編曲:KUWATA BAND）
サザンオールスターズのメンバー出演のTDK カセットテープ『AD』CMソング[注 2]。
1968年に発表されたザ・テンプターズの楽曲のカバー[1]。

## 参加ミュージシャン
- 桑田佳祐:Vocal, Guitar
- 今野多久郎:Percussion, Vocal
- 小島良喜:Keyboard, Vocal
- 琢磨仁:Bass, Vocal
- 河内淳一:Guitar, Vocal
- 松田弘:Drums, Vocal
- MERRY X'MAS IN SUMMER
  - 大谷幸:Keyboards
  - 美久月千晴:Bass
  - 原由子:Chorus
  - 小泉洋:Synthesizers & Computer Operation
- 神様お願い
  - 大谷幸:Keyboards
  - 美久月千晴:Bass
  - 小泉洋:Synthesizers & Computer Operation

## 収録アルバム
| 曲名                  | 作品名              | 備考                   |
| --------------------- | ------------------- | ---------------------- |
| MERRY X'MAS IN SUMMER | ROCK CONCERT        | ライブバージョンで収録 |
| MERRY X'MAS IN SUMMER | フロム イエスタデイ | 桑田佳祐ソロ名義の作品 |
| MERRY X'MAS IN SUMMER | TOP OF THE POPS     | 桑田佳祐ソロ名義の作品 |
| MERRY X'MAS IN SUMMER | いつも何処かで      | 桑田佳祐ソロ名義の作品 |
| 神様お願い!           | ROCK CONCERT        | ライブバージョンで収録 |

## ミュージック・ビデオ収録作品
| 曲名                  | 作品名                                                           | 備考                                            |
| --------------------- | ---------------------------------------------------------------- | ----------------------------------------------- |
| MERRY X'MAS IN SUMMER | ONE DAY KUWATA BAND〜ROCK CONCERT (AT TOHO STUDIO,19th Oct.1986) | DVD版にボーナス・トラックとして追加収録された。 |
| MERRY X'MAS IN SUMMER | MVP                                                              | 桑田佳祐ソロ名義の作品。初回限定盤のみ収録。    |
| 神様お願い!           | 未収録                                                           |                                                 |

## ライブ映像作品
| 曲名                  | 作品名                                                           | 備考                   |
| --------------------- | ---------------------------------------------------------------- | ---------------------- |
| MERRY X'MAS IN SUMMER | ONE DAY KUWATA BAND〜ROCK CONCERT (AT TOHO STUDIO,19th Oct.1986) |                        |
| MERRY X'MAS IN SUMMER | 桑田さんのお仕事 07/08 〜魅惑のAVマリアージュ〜                  | 桑田佳祐ソロ名義の作品 |
| MERRY X'MAS IN SUMMER | 宮城ライブ 〜明日へのマーチ!!〜                                  | 桑田佳祐ソロ名義の作品 |
| MERRY X'MAS IN SUMMER | お互い元気に頑張りましょう!! -Live at TOKYO DOME-                | 桑田佳祐ソロ名義の作品 |
| 神様お願い!           | 未収録                                                           |                        |